# Thomas Munkelt
Thomas Munkelt (Alemania, 3 de agosto de 1952) es un atleta alemán retirado, especializado en la prueba de 110 m vallas en la que, representando a la República Democrática Alemana, llegó a ser campeón olímpico en 1980.

## Carrera deportiva
En los JJ. OO. de Moscú 1980 ganó la medalla de oro en los 110 metros vallas, con un tiempo de 13.39 segundos, llegando a la meta por delante del cubano Alejandro Casañas y el soviético Aleksandr Puchkov.